# Eugnosta marginana
Eugnosta marginana es una especie de polilla de la tribu Cochylini, familia Tortricidae.
Fue descrita científicamente por Aarvik en 2010. 
Su envergadura es de 12-14 mm. El nombre de la especie se refiere a los bordes oscuros del ala delantera.

## Distribución
Se encuentra en Uganda.